# 仲王朝
仲（ちゅう）は、中国後漢末期に建国された王朝。漢の左将軍・仮節・陽翟侯袁術が197年に建国した。首都は寿春。

## 歴史
- 197年 - 春、天の意志を示す瑞兆が下ったという河内の張炯の説を採用し、皇帝に即位。国号を仲、首都を寿春として建国。また、江淮で飢饉が起こる。
- 198年 - 呂布と同盟を結ぶが、呂布は曹操に攻められ敗死。
- 199年 - 袁術崩御。袁術は死にのぞみ、従兄の袁紹に帝位を譲ると宣言するが道の途中曹操の兵をつれた劉備に行く手を阻まれ、客死。

## 政治
他の三国時代の王朝と比べても極めて脆弱な王朝であり、外交的には曹操や劉備や孫策などの戴漢勢力に圧迫され勢力は日々衰退し、内政的にも悪政で混乱し離反する部下も数多で末期には食料にも事欠くという体たらくであった。その存在の特異性から「第四の三国志」とも称される。おおよその国力としては『後漢書』や『三国志演義』によると人口は100万余、兵士は10万弱であるとされ、徴兵を頻繁に行っていたようである。

## その後
199年に袁術が死去してからは、その子の袁燿と従弟の袁胤が劉勲に保護され、後に孫策に保護された。袁胤はその後史書に登場しないが、袁燿は孫権の元で郎中を務めた。また、袁術の娘の一人の袁氏が孫権の側室となったが、さらに袁燿の娘も孫権の子の孫奮に嫁いでいるなど、かつて孫権の父孫堅や兄の孫策が袁術に支援されていたこともあり、袁術の遺族は厚遇された。